# 郝北寿圣寺
郝北寿圣寺，位于中华人民共和国山西省晋中市榆社县郝北镇郝北村，已列为山西省文物保护单位。

## 保护
2003年1月15日，郝壁村寿圣寺公布为晋中市文物保护单位。
2021年8月4日，郝北寿圣寺由山西省人民政府公布为第六批山西省文物保护单位，编号6-109。